# Sacañet
Sacañet település Spanyolországban, Castellón tartományban. Sacañet Bejís, Teresa, El Toro, Alcublas, Andilla, Jérica és Abejuela községekkel határos. Lakosainak száma 77 fő (2024).

## Népesség
A település népessége az elmúlt években az alábbi módon változott:
| Lakosok száma | 76   | 147  | 111  | 85   | 87   | 78   | 67   | 67   | 57   | 77   |
|               | 2001 | 2004 | 2006 | 2009 | 2011 | 2014 | 2016 | 2019 | 2021 | 2024 |